# Lijst van rijksmonumenten in Slijk-Ewijk
De plaats Slijk-Ewijk telt 15 inschrijvingen in het rijksmonumentenregister. Hieronder een overzicht.
| Object                                          | Oorspronkelijke functie?  | Bouwjaar       | Architect | Locatie                                            | Coördinaten?                  | Nr.?   | Afbeelding                   |
| ----------------------------------------------- | ------------------------- | -------------- | --------- | -------------------------------------------------- | ----------------------------- | ------ | ---------------------------- |
| Hervormde Kerk                                  | Kerk en kerkonderdeel     | 15e eeuw       |           | Dorpsstraat 70                                     | 51° 52' 56" NB, 5° 47' 8" OL  | 36758  | Meer afbeeldingen            |
| Toren der hervormde kerk                        | Kerk en kerkonderdeel     | 15e eeuw       |           | Dorpsstraat bij 70                                 | 51° 52' 56" NB, 5° 47' 8" OL  | 36759  | Meer afbeeldingen            |
| Gepleisterde boerderij                          | Boerderij                 | 17e eeuw       |           | Waaldijk 13                                        | 51° 53' 11" NB, 5° 46' 11" OL | 36760  | Meer afbeeldingen            |
| Huis Loinen: hoofdgebouw                        | Kasteel, buitenplaats     | 1809           |           | Grote Allee 4                                      | 51° 53' 22" NB, 5° 45' 33" OL | 520766 | Meer afbeeldingen            |
| Huis te Loïnen: historische tuin- en parkaanleg | Tuin, park en plantsoen   | 18e eeuw       |           | Grote Allee bij 4                                  | 51° 53' 21" NB, 5° 45' 20" OL | 520767 | Meer afbeeldingen            |
| Huis te Loïnen: toegangshek                     | Tuin, park en plantsoen   | 19e eeuw       |           | Grote Allee bij 4                                  | 51° 53' 21" NB, 5° 45' 20" OL | 520768 | Meer afbeeldingen            |
| Huis te Loïnen: toegangshek                     | Tuin, park en plantsoen   | 19e eeuw       |           | Grote Allee bij 4                                  | 51° 53' 21" NB, 5° 45' 20" OL | 520769 | Meer afbeeldingen            |
| Huis te Loïnen: prieel                          | Tuin, park en plantsoen   | vroeg 19e eeuw |           | Grote Allee bij 4                                  | 51° 53' 21" NB, 5° 45' 34" OL | 520770 | Meer afbeeldingen            |
| Huis te Loïnen: koetshuis                       | Bijgebouwen kastelen enz. | 1840           |           | Grote Allee 3                                      | 51° 53' 21" NB, 5° 45' 31" OL | 520771 | Meer afbeeldingen            |
| Huis te Loïnen: boerderij met schuren           | Bijgebouwen kastelen enz. | ca. 1825       |           | Grote Allee 2                                      | 51° 53' 22" NB, 5° 45' 30" OL | 520772 | Meer afbeeldingen            |
| Huis te Loïnen: schuur annex koetshuis          | Bijgebouwen kastelen enz. | 1915           |           | Grote Allee 2                                      | 51° 53' 23" NB, 5° 45' 30" OL | 520773 | Meer afbeeldingen            |
| Huis te Loïnen: kas                             | Tuin, park en plantsoen   | laat 19e eeuw  |           | Grote Allee bij 4                                  | 51° 53' 21" NB, 5° 45' 20" OL | 520774 | Upload foto                  |
| Huis te Loïnen: tuinmuur                        | Tuin, park en plantsoen   | 18e/19e eeuw   |           | Grote Allee bij 4                                  | 51° 53' 21" NB, 5° 45' 20" OL | 520775 | Meer afbeeldingen            |
| Huis te Loïnen: boswachterswoning               | Bijgebouwen kastelen enz. | 1851           |           | Waaldijk 11                                        | 51° 53' 13" NB, 5° 45' 30" OL | 520776 | Meer afbeeldingen            |
| Grenspaal Slijk-Ewijk/Loenen                    | Grensafbakening           | 1850-1900      |           | bij Waaldijk 18, westelijk van NH kerk Slijk-Ewijk | 51° 53' 3" NB, 5° 46' 49" OL  | 523894 | Grenspaal Slijk-Ewijk/Loenen |